# Potamonautes neumanni
Potamonautes neumanni là một loài động vật giáp xác thuộc họ Potamonautidae. Đây là loài đặc hữu của Kenya. Môi trường sống tự nhiên của chúng là sông ngòi.